# Johann Albrich (tanár)
Johann Albrich, magyaros írásmóddal Albrich János (1663. szeptember 7. – 1690. november 14.) gimnáziumi tanár.

## Élete
Apja, Martin Albrich, Barcarozsnyón volt evangélikus lelkész. 1681. február 9-én felvették a wittenbergi egyetem tanulói közé s ott a tudományoknak élt 1685-ig; ugyanott a bölcselet doktora lett 1683. április 23-án. Hazatérte után haláláig a brassói gimnázium tanára volt.

## Munkái
- Undae lustrales in infelici Mercurio. Wittebergae. 1682.
- Disputatio theol. ex Augustanae confessionis methodica repetitione, de confessione. Uo. 1683.
- Disputatio ex theologia naturali de nomine dei. Uo. 1684.
- J. N. J. Dissertatio pneumatica de spiritu in communi. Uo. 1684.
- Primorum N. T. fidelium ante publicum Christi praeconium s. Diss. de mysterio SS. Trinitatis. Uo. 1685.